# Da Capo Records (winkel)
Da Capo Records was een Utrechtse muziekwinkel. De winkel werd in 1986 geopend door Michel Terstegen, geholpen door Michel van der Woude, en kreeg in zijn 25-jarig bestaan grote naamsbekendheid als winkel voor verzamelaars. Het assortiment bestond uit zowel nieuwe als tweedehands cd's, dvd's, cassettebanden, boeken en tijdschriften.

## Geschiedenis
Da Capo Records begon in een klein pand in de Jacobijnenstraat. In 1991 verhuisde de platenzaak naar de Oudegracht. Midden jaren 90 werd de vloer naar de werfkelder opengebroken, om die ook bij de winkel te kunnen betrekken. De kelder kreeg de naam Beatcave. Rond de eeuwwisseling werd de winkel ook online actief met een eigen website alsmede een account op eBay. In 2010 had De Capo een unicum: de winkel mocht als enige een heruitgave van The White Stripes verkopen.
Op 4 juli 2011 overleed oprichter Michel Terstegen. De winkel bleef nog een halfjaar open; na 31 december dat jaar sloot de winkel.